# Powroźnik
Powroźnik ist eine Ortschaft mit einem Schulzenamt der Gemeinde Muszyna im Powiat Nowosądecki der Woiwodschaft Kleinpolen in Polen.

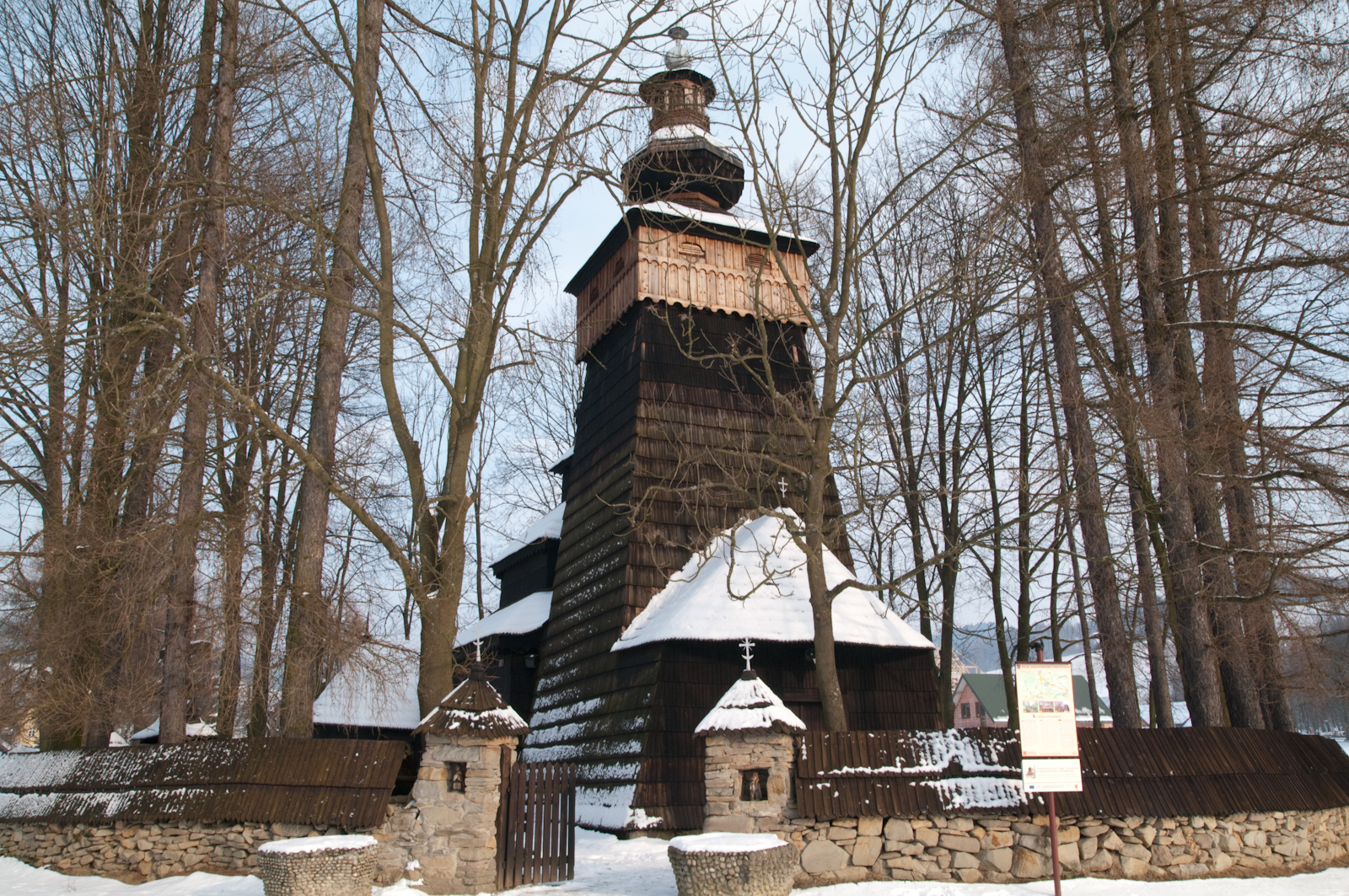
Ehem. griechisch-katholische Kirche

## Geographie
Der Ort liegt am Fluss Muszynka zwischen den Sandezer Beskiden (Beskid Sądecki) im Norden und den Leluchower Bergen (Góry Leluchowskie) im Süden und zwischen den Städten Muszyna im Südwesten und Krynica-Zdrój im Nordosten, im sogenannten Lemkenland. Andere Nachbarorten sind Jastrzębik im Nordwesten, Tylicz und Wojkowa im Osten, sowie Dubne im Süden.

## Geschichte
Unterhalb der Burg in Muszyna existierte im 13. Jahrhundert eine Siedlung von Bediensteten, Powroźniki bei der heutigen Straße Nowa. Der Name war abgeleitet vom Wort powróz – auf Deutsch Strick. Nach der Gründung der Stadt Muszyna in der Mitte des 14. Jahrhunderts wurde die Siedlung Powroźnik wahrscheinlich etwa nach Osten verschoben. Der Ort wurde im Jahre 1391 erstmals urkundlich erwähnt. Er gehörte zur bischöflichen Herrschaft Muszyna. Im Jahre 1565 wurde er mit Walachischem Recht wiedergegründet.
Bei der Ersten Teilung Polens kam Powroźnik 1772 zum neuen Königreich Galizien und Lodomerien des habsburgischen Kaiserreichs (ab 1804).
Im Jahr 1900 hatte die Gemeinde Powroźnik 140 Häuser mit 876 Einwohnern, davon 868 ruthenischsprachig, 6 polnischsprachig waren, außerdem 859 griechisch-katholische, 11 römisch-katholische, es gab 10 Juden. 1911 erhielt Powroźnik einen Bahnhof an der Lokalbahn Muszyna–Krynica.
Nach dem Ersten Weltkrieg und dem Zerfall Österreich-Ungarns kam Powroźnik 1919 zur Zweiten Polnischen Republik.
Im Zweiten Weltkrieg gehörte es zum Distrikt Krakau im Generalgouvernement. Im Jahr 1940 fuhren 140 lemkische Familien freiwillig nach der Sowjetunion. Im Jahr 1947 wurden die übrigen Lemken im Rahmen der Aktion Weichsel vertrieben. Die neuen polnischen Einwohner kamen meistens aus der Umgebung von Łącko und Limanowa.
Von 1975 bis 1998 gehörte Powroźnik zur Woiwodschaft Nowy Sącz.

## Verkehr
Powroźnik hat einen Bahnhalt an der Bahnstrecke Muszyna–Krynica-Zdrój.

## Sehenswürdigkeiten
- Ehemalige griechisch-katholische Kirche, erbaut 1604, übertragen an der heutigen Stelle 1813, nach der Aktion Weichsel römisch-katholisch, ab 2013 in die Liste des UNESCO-Welterbes aufgenommen, siehe die Holzkirchen der Karpatenregion in Polen und der Ukraine